# Сърпокрила патица
Сърпокрилата патица (Mareca falcata) е сравнително дребен представител на семейство Патицови, разред Гъскоподобни. Има изразен полов диморфизъм.

## Разпространение
Сравнително широко разпространена в Азия, случайни посещения са регистрирани в Европа, включително и в България. Предпочита обрасли с водна растителност и тръстика водоеми.

## Начин на живот и хранене
Приема смесена храна, както от животински, така и от растителен произход.

## Размножаване
Гнезди по крайбрежията на сладководни водоеми, като самото гнездо построява в гъстата крайбрежна растителност или храсталаци. Снася от 5 до 8 розово жълти яйца.